# تالابرا د لا رینا
تالابرا د لا رینا (به اسپانیایی: Talavera de la Reina) یک شهرستان در Spain است که در Province of Toledo واقع شده‌است.

## خصوصیات
تالابرا د لا رینا ۱۸۵٫۸۳ کیلومترمربع مساحت و ۸۸٬۸۵۶ نفر جمعیت دارد و ۳۷۳ متر بالاتر از سطح دریا واقع شده‌است.